# コリン・レイ (野球)
コリン・デビッド・レイ（Colin David Rea、英語発音：/ˈkoʊlɪn ˈreɪ/、1990年7月1日 - ）は、アメリカ合衆国アイオワ州ジョーンズ郡カスケード出身のプロ野球選手（投手）。右投右打。MLBのシカゴ・カブス所属。

## 経歴

### プロ入りとパドレス時代

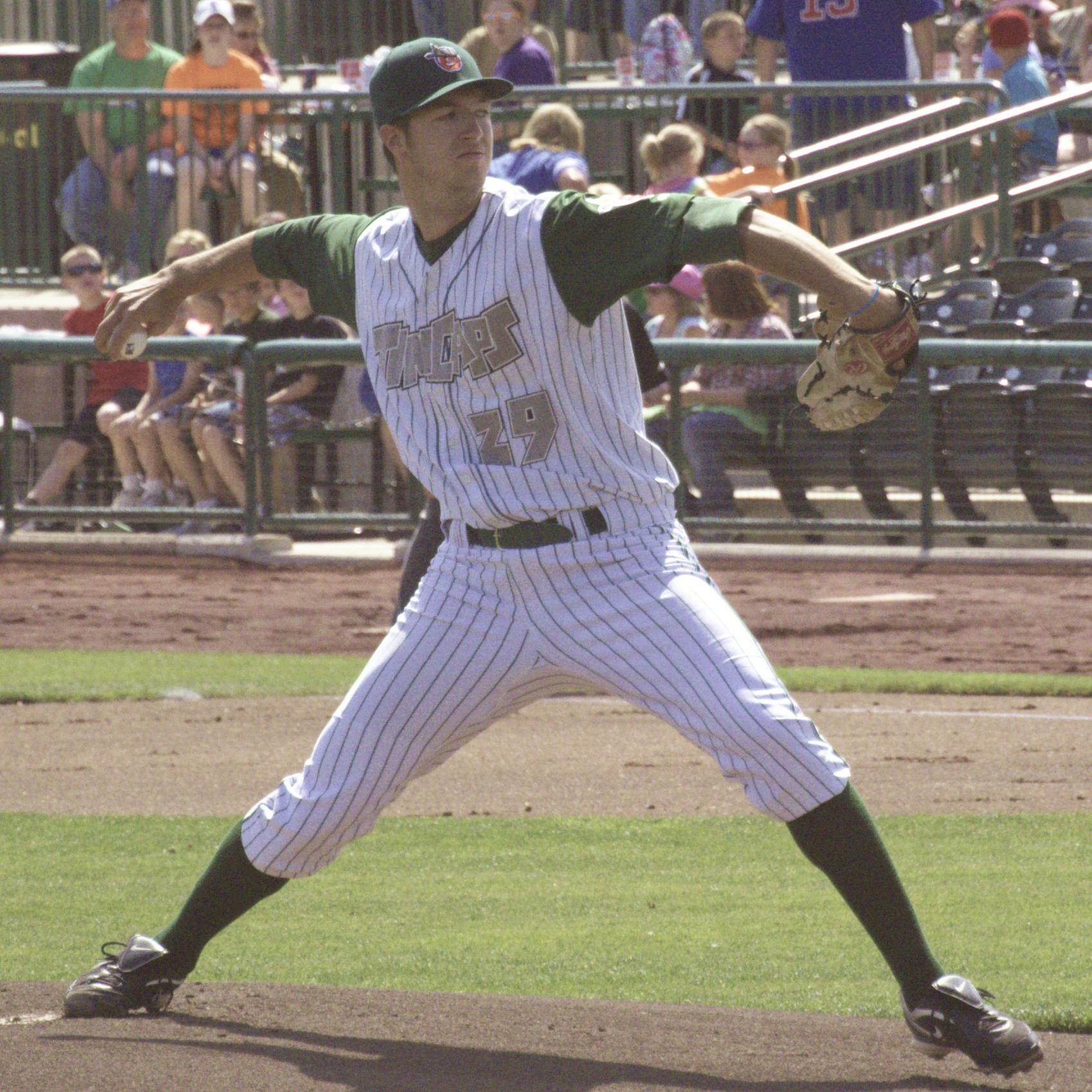
A級フォートウェイン・ティンキャップス時代
（2012年5月15日）

2011年のMLBドラフト12巡目（全体383位）でサンディエゴ・パドレスから指名され、プロ入り。契約後、傘下のA-級ユージーン・エメラルズでプロデビュー。15試合に先発登板して3勝4敗、防御率2.21、43奪三振を記録した。
2012年はA級フォートウェイン・ティンキャップスでプレーし、31試合（先発19試合）に登板して5勝10敗、防御率4.11、80奪三振を記録した。
2013年はA級フォートウェインとA+級レイクエルシノア・ストームでプレーし、2球団合計で31試合（先発12試合）に登板して2勝6敗、防御率4.08、83奪三振を記録した。
2014年はA+級レイクエルシノアでプレーし、28試合に先発登板して11勝9敗、防御率3.88、118奪三振を記録した。
2015年はAA級サンアントニオ・ミッションズで開幕を迎え、7月1日にはAAA級エル・パソ・チワワズへ昇格した。7月にはオールスター・フューチャーズゲームに選出された。8月11日にパドレスとメジャー契約を結んでアクティブ・ロースター入りし、同日のシンシナティ・レッズ戦でメジャーデビュー。先発して5回3失点の投球でメジャー初登板初勝利を飾った。この年メジャーでは6試合に先発登板して2勝2敗、防御率4.26、26奪三振を記録した。

### マーリンズ時代
2016年7月29日、ジャレッド・コザート、カーター・キャップス、ルイス・カスティーヨ、ジョシュ・ネイラーとのトレードで、アンドリュー・キャッシュナー、タイロン・ゲレーロと共にマイアミ・マーリンズへ移籍した。7月30日のセントルイス・カージナルス戦に先発したが、右肘を痛めて4回途中で降板すると、右肘の捻挫と診断され15日間の故障者リストに登録された。

### パドレス復帰
2016年8月1日、前述の故障を理由にパドレスに返却トレードされた。交換要員として7月29日のトレードで移籍したばかりのルイス・カスティーヨがマーリンズに復帰した。直後にトミー・ジョン手術を受けた。
2017年は前年の手術の影響もあり、メジャーでの登板は無かった。
2018年もメジャーでの登板は無かった。オフの11月20日にDFAとなり、26日にFAとなった。

### カブス時代
2019年1月10日にシカゴ・カブスとマイナー契約を結び、スプリングトレーニングに招待選手として参加することになった。シーズンでは傘下のAAA級アイオワ・カブスでプレーし、26試合に先発登板して14勝4敗、防御率3.95、120奪三振を記録した。オフの11月4日に40人枠入りした。
2020年8月5日のカンザスシティ・ロイヤルズ戦で4年ぶりのメジャー復帰登板を果たした。オフに2021年の契約を既に結んでいたが、2021年1月4日付で突如FAとなった。

### ソフトバンク時代
2021年1月7日、福岡ソフトバンクホークスと1年契約を結んだ。背番号は26で、登録名はコリン・レイ。しかし、コロナ禍のなか来日が4月24日と遅れ、5月8日にオンラインで入団会見が行われた。6月3日に行なわれたセ・パ交流戦の対横浜DeNAベイスターズ戦（横浜スタジアム）において一軍公式戦初登板を果たした。初回にタイラー・オースティンに3点本塁打を打たれたものの、その後は立ち直りクオリティ・スタートを達成した。7月12日の対東北楽天ゴールデンイーグルス戦（福岡PayPayドーム）には、8回二死まで無安打で抑え、メジャー時代を含めてキャリア初の完封勝利を挙げた。また、チームにとってシーズン初の完封勝利で、チームの外国人投手としては2015年のスタンリッジ以来の完封勝利だった。本拠地・福岡PayPayドームでの勝利も初だった。前半戦終了までに、6試合登板、3勝1敗、防御率2.03と好成績を収めた。オリンピック開催に伴うシーズン中断期間中に一時帰国していた際に夫人が早産で出産し、家族と離れて日本に戻ることが難しい状況となる。家族を優先したいという意向を球団も了承し、8月8日付で退団した。

### ブルワーズ時代
2021年8月にミルウォーキー・ブルワーズとマイナー契約を結び、8月14日付で傘下AAAのナッシュビル・サウンズに配属された。9月29日にメジャー契約を結んでアクティブ・ロースター入りし、10月3日に2番手で登板。5回1失点、5奪三振という結果だった。オフの11月3日にFAとなった。

### ソフトバンク復帰
2021年12月20日に、同年途中まで在籍したソフトバンクと再び契約した。背番号は退団前と同じ26となり、推定年俸1億円＋出来高払いの1年契約となった。
2022年4月7日のオリックス・バファローズ戦（PayPayドーム）で復帰後初勝利を挙げた。オフの12月2日に自由契約公示された。

### ブルワーズ復帰
2023年1月27日にブルワーズとマイナー契約を結んだ。4月13日にアクティブ・ロースター入りし、同日のサンディエゴ・パドレス戦に先発登板、ソフトバンク時代のチームメイトであったニック・マルティネスと投げ合った。オフの11月3日にFAとなったが、同日に球団オプション付きの1年450万ドルで合意した。
2024年は32試合に登板（先発27試合）し、12勝6敗1ホールドを記録した。また、9月16日に行われたフィラデルフィア・フィリーズ戦（アメリカンファミリー・フィールド）ではカイル・シュワーバーにタイムリー安打を許したものの2.2回を投げて無失点(失点は、前の投手が残したランナーであった為)に抑え、プロ初セーブを記録した。オフの11月4日にFAとなった。

### カブス復帰
2025年1月10日にカブスと1年総額425万ドルプラス出来高で契約を結んだことが報じられ、3日後に正式契約を結んだ。2026年は年俸600万ドルの球団オプションとなりバイアウトする際は、球団から75万ドルが支払われる。

## 選手としての特徴
| 球種           | 配分 | 平均球速 | 平均球速 | 運動量 (in) | 運動量 (in) |
| 球種           | %    | mph      | km/h     | 水平        | 鉛直        |
| -------------- | ---- | -------- | -------- | ----------- | ----------- |
| フォーシーム   | 37   | 93       | 150      | -4          | 07          |
| カーブ         | 19   | 81       | 130      | 05          | -7          |
| カットボール   | 18   | 87       | 140      | 02          | 03          |
| シンカー       | 15   | 93       | 149      | -7          | 05          |
| チェンジアップ | 11   | 85       | 137      | -8          | 04          |

最速157km/h・平均150km/h前後の速球（フォーシーム・シンカー）を中心に、ナックルカーブ、カットボール、チェンジアップ（スプリット）などを使用する。

## 詳細情報

### 年度別投手成績
| 年 度    | 球 団        | 登 板 | 先 発 | 完 投 | 完 封 | 無 四 球 | 勝 利 | 敗 戦 | セ 丨 ブ | ホ 丨 ル ド | 勝 率 | 打 者 | 投 球 回 | 被 安 打 | 被 本 塁 打 | 与 四 球 | 敬 遠 | 与 死 球 | 奪 三 振 | 暴 投 | ボ 丨 ク | 失 点 | 自 責 点 | 防 御 率 | W H I P |
| -------- | ------------ | ----- | ----- | ----- | ----- | -------- | ----- | ----- | -------- | ----------- | ----- | ----- | -------- | -------- | ----------- | -------- | ----- | -------- | -------- | ----- | -------- | ----- | -------- | -------- | ------- |
| 2015     | SD           | 6     | 6     | 0     | 0     | 0        | 2     | 2     | 0        | 2           | .500  | 133   | 31.2     | 29       | 2           | 11       | 0     | 1        | 26       | 0     | 0        | 16    | 15       | 4.26     | 1.26    |
| 2016     | SD           | 19    | 18    | 0     | 0     | 0        | 5     | 5     | 0        | 0           | .500  | 443   | 99.1     | 101      | 12          | 44       | 4     | 8        | 76       | 0     | 1        | 63    | 55       | 4.98     | 1.46    |
| 2016     | MIA          | 1     | 1     | 0     | 0     | 0        | 0     | 0     | 0        | 0           | ----  | 11    | 3.1      | 1        | 0           | 0        | 0     | 0        | 4        | 0     | 0        | 0     | 0        | 0.00     | 0.30    |
| '16計    | MIA          | 20    | 19    | 0     | 0     | 0        | 5     | 5     | 0        | 0           | .500  | 454   | 102.2    | 102      | 12          | 44       | 4     | 8        | 80       | 0     | 1        | 63    | 55       | 4.82     | 1.42    |
| 2020     | CHC          | 9     | 2     | 0     | 0     | 0        | 1     | 1     | 0        | 1           | .500  | 62    | 14.0     | 15       | 3           | 2        | 0     | 0        | 10       | 0     | 0        | 9     | 9        | 5.79     | 1.21    |
| 2021     | ソフトバンク | 6     | 6     | 1     | 1     | 0        | 3     | 1     | 0        | 0           | .750  | 150   | 40.0     | 22       | 3           | 13       | 0     | 3        | 38       | 0     | 0        | 10    | 9        | 2.03     | 0.90    |
| 2021     | MIL          | 1     | 0     | 0     | 0     | 0        | 0     | 0     | 0        | 0           | ----  | 24    | 6.0      | 7        | 2           | 0        | 0     | 0        | 5        | 0     | 0        | 5     | 5        | 7.50     | 1.17    |
| 2022     | ソフトバンク | 23    | 16    | 1     | 1     | 0        | 5     | 6     | 0        | 1           | .455  | 409   | 100.0    | 82       | 13          | 32       | 2     | 4        | 80       | 2     | 0        | 46    | 44       | 3.96     | 1.14    |
| 2023     | MIL          | 26    | 22    | 0     | 0     | 0        | 6     | 6     | 0        | 0           | .500  | 517   | 124.2    | 110      | 23          | 38       | 0     | 4        | 110      | 2     | 1        | 65    | 63       | 4.55     | 1.19    |
| 2024     | MIL          | 32    | 27    | 0     | 0     | 0        | 12    | 6     | 1        | 1           | .667  | 714   | 167.2    | 169      | 29          | 43       | 1     | 10       | 135      | 2     | 0        | 83    | 80       | 4.29     | 1.26    |
| MLB：6年 | MLB：6年     | 94    | 76    | 0     | 0     | 0        | 26    | 20    | 1        | 2           | .565  | 1904  | 446.2    | 432      | 71          | 138      | 5     | 23       | 366      | 4     | 2        | 241   | 227      | 4.57     | 1.28    |
| NPB：2年 | NPB：2年     | 29    | 22    | 2     | 2     | 0        | 8     | 7     | 0        | 1           | .533  | 559   | 140.0    | 104      | 16          | 45       | 2     | 7        | 118      | 2     | 0        | 56    | 53       | 3.41     | 1.06    |

- 2024年度シーズン終了時

### 年度別打撃成績
| 年 度    | 球 団    | 試 合 | 打 席 | 打 数 | 得 点 | 安 打 | 二 塁 打 | 三 塁 打 | 本 塁 打 | 塁 打 | 打 点 | 盗 塁 | 盗 塁 死 | 犠 打 | 犠 飛 | 四 球 | 敬 遠 | 死 球 | 三 振 | 併 殺 打 | 打 率 | 出 塁 率 | 長 打 率 | O P S |
| -------- | -------- | ----- | ----- | ----- | ----- | ----- | -------- | -------- | -------- | ----- | ----- | ----- | -------- | ----- | ----- | ----- | ----- | ----- | ----- | -------- | ----- | -------- | -------- | ----- |
| 2015     | SD       | 7     | 12    | 9     | 2     | 2     | 1        | 0        | 0        | 3     | 0     | 0     | 0        | 2     | 0     | 1     | 0     | 0     | 4     | 0        | .222  | .300     | .333     | .633  |
| 2016     | SD       | 20    | 38    | 33    | 3     | 4     | 0        | 0        | 0        | 4     | 1     | 0     | 0        | 3     | 0     | 2     | 0     | 0     | 16    | 0        | .121  | .171     | .121     | .292  |
| 2016     | MIA      | 1     | 1     | 0     | 0     | 0     | 0        | 0        | 0        | 0     | 0     | 0     | 0        | 1     | 0     | 0     | 0     | 0     | 0     | 0        | .000  | .000     | .000     | .000  |
| '16計    | MIA      | 21    | 39    | 33    | 3     | 4     | 0        | 0        | 0        | 4     | 1     | 0     | 0        | 4     | 0     | 2     | 0     | 0     | 16    | 0        | .121  | .171     | .121     | .292  |
| 2021     | MIL      | 1     | 2     | 2     | 0     | 0     | 0        | 0        | 0        | 0     | 0     | 0     | 0        | 0     | 0     | 0     | 0     | 0     | 2     | 0        | .000  | .000     | .000     | .000  |
| MLB：3年 | MLB：3年 | 87    | 53    | 44    | 5     | 6     | 1        | 0        | 0        | 7     | 1     | 0     | 0        | 6     | 0     | 3     | 0     | 0     | 22    | 0        | .136  | .191     | .159     | .350  |

- 2024年度シーズン終了時

### 年度別守備成績
| 年 度 | 球 団        | 投手（P） | 投手（P） | 投手（P） | 投手（P） | 投手（P） | 投手（P） |
| 年 度 | 球 団        | 試 合     | 刺 殺     | 補 殺     | 失 策     | 併 殺     | 守 備 率  |
| ----- | ------------ | --------- | --------- | --------- | --------- | --------- | --------- |
| 2015  | SD           | 6         | 1         | 5         | 1         | 1         | .857      |
| 2016  | SD           | 19        | 5         | 16        | 0         | 2         | 1.000     |
| 2016  | MIA          | 1         | 0         | 0         | 0         | 0         | ----      |
| '16計 | MIA          | 20        | 5         | 16        | 0         | 2         | 1.000     |
| 2020  | CHC          | 9         | 4         | 0         | 0         | 0         | 1.000     |
| 2021  | ソフトバンク | 6         | 1         | 3         | 1         | 1         | .800      |
| 2021  | MIL          | 1         | 0         | 0         | 0         | 0         | ----      |
| 2022  | ソフトバンク | 23        | 7         | 16        | 5         | 2         | .821      |
| 2023  | MIL          | 26        | 11        | 7         | 0         | 1         | 1.000     |
| 2024  | MIL          | 32        | 20        | 15        | 5         | 0         | .875      |
| MLB   | MLB          | 94        | 41        | 43        | 6         | 4         | .933      |
| NPB   | NPB          | 29        | 8         | 19        | 6         | 3         | .818      |

- 2024年度シーズン終了時
- 各年度の太字はリーグ最多

### 記録

#### MiLB
- オールスター・フューチャーズゲーム選出：1回（2015年）

#### NPB
初記録
投手記録
- 初登板・初先発登板：2021年6月3日、対横浜DeNAベイスターズ3回戦（横浜スタジアム）、6回3失点で勝敗つかず
- 初奪三振：同上、1回裏に伊藤光から空振り三振
- 初勝利・初先発勝利：2021年6月22日、対千葉ロッテマリーンズ9回戦（ZOZOマリンスタジアム）、6回1失点
- 初完投・初完投勝利・初完封勝利：2021年7月12日、対東北楽天ゴールデンイーグルス12回戦（福岡PayPayドーム）、9回2安打8奪三振4四死球
- 初ホールド：2022年9月13日、対埼玉西武ライオンズ22回戦（福岡PayPayドーム）、7回表に3番手で救援登板、1/3回無失点

打撃記録
- 初打席：2021年6月3日、対横浜DeNAベイスターズ3回戦（横浜スタジアム）、2回表に坂本裕哉から空振り三振

### 背番号
- 29（2015年 - 2016年途中）
- 30（2016年7月30日 - 同年終了）
- 20（2020年）
- 26（2021年 - 同年8月14日、2022年）
- 48（2021年途中 - 同年終了、2023年 - 2024年）